# MASCHERA HISTORY 1996-2000
『MASCHERA HISTORY 1996-2000』は、ヴィジュアル系ロックバンド、MASCHERAの2枚目のベストアルバム。

## 概要
2012年12月に一夜限りで再結成されるのを機に、テイチクエンタテインメント在籍時代の作品を纏め、CD二枚組、DVD一枚の三枚組のベストアルバムとして発売された。
メジャー時代のアルバム『iNTERFACE』『orb』全曲と、その間にリリースされたシングルのカップリング曲を全曲、そしてインディーズ時代のアルバム『PRETTY NEUROSIS』から4曲、更にインディーズ時代のオムニバスアルバム『VISUAL ROCK BEST COLLECTION〔un〕』より「MEMORIES」「FLASH BACK」の2曲を、全曲デジタルリマスタリングを施し収録。
DVDには、これまでVHSでしか販売されていなかったビデオクリップ集『SCOPE FILE ZERO』と『SCOPE FILE ONE』の二本を纏めて収録された。
2021年5月19日には、本作を含むテイチクエンタテインメント在籍時代にリリースされた作品のサブスクリプションサービスを解禁した。

## 収録曲

### DISC 1
1. iNTERFACE
2. Reality for Realism
3. [ékou]
4. HYPERDELIC AGE
5. 超絶の嬰児（ミドリゴ）〜beat of ignorance〜
6. Faithless face
7. MESS-AGE
8. Powder
9. ラストフォトグラフ
10. Still I Love You
11. 乱夢
12. ゆらり
以上がアルバム『iNTERFACE』収録曲である。
13. speed shower
シングル「ゆらり」カップリング曲。
14. NO RETURN
シングル「[ékou]」カップリング曲。
15. Pureness Liar Girl
シングル「ラストフォトグラフ」カップリング曲。
16. FLASHBACK
17. MEMORIES
以上が『VISUAL ROCK BEST COLLECTION〔un〕』収録曲である。

### DISC 2
1. TRUTH IN THE STORMY GARDEN
2. to fly high
3. マドンナ
4. float
5. 八月の憂鬱
6. ROM TECH SPEEDER
7. Alice
8. 蜉蝣 〜水仙の涙〜
9. Dragonheads Snaketails
10. ABYSS
11. orbital
以上がアルバム『orb』収録曲である。
12. 龍頭蛇尾
シングル「Dragonheads Snaketails」のカップリング曲。表題曲のリミックスバージョン。
13. I miss・・・
14. 運命の車輪 [dimensionally textured]
15. PRETTY NEUROSIS
16. Lasting・・・
以上がアルバム『PRETTY NEUROSIS』からの選曲である。

### DISC 3
DVD。
1. ゆらり
2. HYPERDELIC AGE
3. Still I Love You
4. [ékou]
5. ラストフォトグラフ
6. to fly high
7. speed shower -Making-
8. Interview 01
9. Alice -Making-
10. Alice
11. Interview 02
12. Dragonheads Snaketails
13. Interview 03
14. マドンナ 〜 Endroll